# Ligne 116 (Infrabel)
La ligne 116, de Manage à La Louvière, est une ligne de chemin de fer belge du réseau Infrabel.

## Histoire
La ligne de Mons à Manage (actuelles lignes 116 et 118) fait partie de la première vague de concessions de chemin de fer privées réalisées en Belgique. La concession, qui comprenait aussi la ligne Namur - Liège (actuelle ligne 125) fut adjugée le 20 juin 1845 à la Société des chemins de fer de Namur à Liège et de Mons à Manage avec leurs extensions (également appelée Mons-Manage).
Le siège de la compagnie se trouvait dans la belle gare de style néoclassique de La Louvière-Centre et la ligne Mons - Manage fut inaugurée par étapes.
- 20 janvier 1848, ouverture des 4,4 km entre La Louvière-Centre et Bracquegnies[2].
- 29 janvier 1848 entre Manage et La Louvière-Centre (l'actuelle Ligne 116)[2].
- 1er juin 1849, ouverture des 12,4 km entre Bracquegnies et Nimy[3]
- 20 octobre 1849, ouverture des 2,2 km entre Nimy et Mons[3]

La compagnie du Mons-Manage inaugura également, en 1848, une ligne de La Louvière-Centre à Bascoup via Baume et Mariemont (actuelle ligne 183) ; cette ligne au profil difficile qui comportait deux plans inclinés fut déjà fermée à partir des années 1870 à 1880.
Ces compagnies concessionnaires de la première génération éprouvèrent souvent des difficultés financières. La compagnie exploitant les lignes Namur - Liège et Mons - Manage trouva une solution en remettant à bail leur exploitation à la compagnie, française, des Chemins de fer du Nord le 28 juin 1854. Le même jour, ce dernier se voyait également remettre une autre concession ferroviaire entre Charleroi et Erquelinnes. C'est l'acte de naissance de la Compagnie du Nord - Belge, qui exploita les lignes de la vallée de la Meuse et de la Sambre jusqu'en 1840.
Toutefois, l’État belge, soucieux de ne pas voir la ligne Mons - Manage tomber dans les mains du Nord français obtint sa nationalisation le 1er août 1858. 1858 est d'ailleurs l'année de la, mise à double voie de l'ensemble de la ligne.
La ligne ne possédait aucune gare intermédiaire jusqu’en 1856, année d'ouverture de la gare de La Croyère, désormais fermée, dont le bâtiment datant des années 1880 existe toujours. En 1905, son tracé près de Manage est rectifié avec la création d'une boucle entre Bois-d'Haine et la gare de Manage qui se termine par un triangle vers la ligne 117, l'ancien tracé a été intégré au réseau routier et une partie s'appelle "rue de l'ancien chemin de fer".
La ligne fut pendant de nombreuses années un maillon important du transport ferroviaire entre Mons, La Louvière et Charleroi. En outre, elle possédait des embranchements vers certaines industries de La Louvière et de ses alentours.
À cette époque, la ligne La Louvière - Charleroi via Piéton et Morlanwelz appartient à la Compagnie des chemins de fer du Centre puis à la Société Générale d'exploitation jusque 1867. Les trains de l’État belge continuaient donc via la ligne Manage - Godarville - Luttre puis par la ligne Luttre - Charleroi.
La nationalisation de la ligne de l'ancienne compagnie du Centre en 1867 suivie par sa modernisation dans les années 1980 fait que les trains de voyageurs vers Charleroi empruntent désormais cette ligne plus directe et s'arrêtent à La Louvière-Sud, une gare construite à cette occasion dans les années 1980.
Le 28 septembre 1980 a lieu l'ouverture de l'électrification de la ligne 116.
La ligne 118, est toujours utilisée par les voyageurs et les marchandises et fait partie de la dorsale wallonne entre Tournai, Mons, Charleroi et le sillon Sambre et Meuse jusque Liège.